# بائو گوآن
بائو گوآن (انگلیسی: Bao Guo'an؛ زادهٔ ۴ ژوئن ۱۹۴۶) بازیگر و استاد آکادمی مرکزی تئاتر است. وی از سال ۱۹۸۳ میلادی تاکنون مشغول فعالیت بوده‌است.
از فیلم‌ها یا برنامه‌های تلویزیونی که وی در آن نقش داشته‌است، می‌توان به آوارگان جنگل، جنگ تریاک و قربانی اشاره کرد.
همچنین برندهٔ جوایزی همچون جایزه اسپاراهای پران شده‌است.